# Goldfields Highway
De Goldfields Highway, ook wel State Road 132 is een weg in West-Australië en loopt door de regio's Mid West en Goldfields-Esperance.
De Goldfields Highway ontsluit het centrum van West-Australië en is bijna 800 kilometer lang. De weg verbindt de Great Northern Highway ter hoogte van Meekatharra met de Coolgardie–Esperance Highway ten zuiden van Kalgoorlie. Het gedeelte tussen Kalgoorlie en de Coolgardie–Esperance Highway wordt de Alternate National Route 94 genoemd. 
Tussen Meekatharra en Wiluna loopt de weg in oost-westelijke richting. Deze meest noordelijke 124 kilometers waren anno 2017 nog steeds onverhard. In 2016 werd een budget van AU $ 60 miljoen voor de verharding hiervan voorzien. Midden 2017 zag het er echter naar uit dat de West-Australische overheid het project vanwege besparingen zou uitstellen.
Tussen Wiluna en Widgiemooltha loopt de weg in noord-zuidelijke richting en is ze reeds verhard.
De Goldfields Highway staat sinds 2024 niet langer gekend als State Road 49 maar als State Road 132. De weg loopt onder meer langs of door:

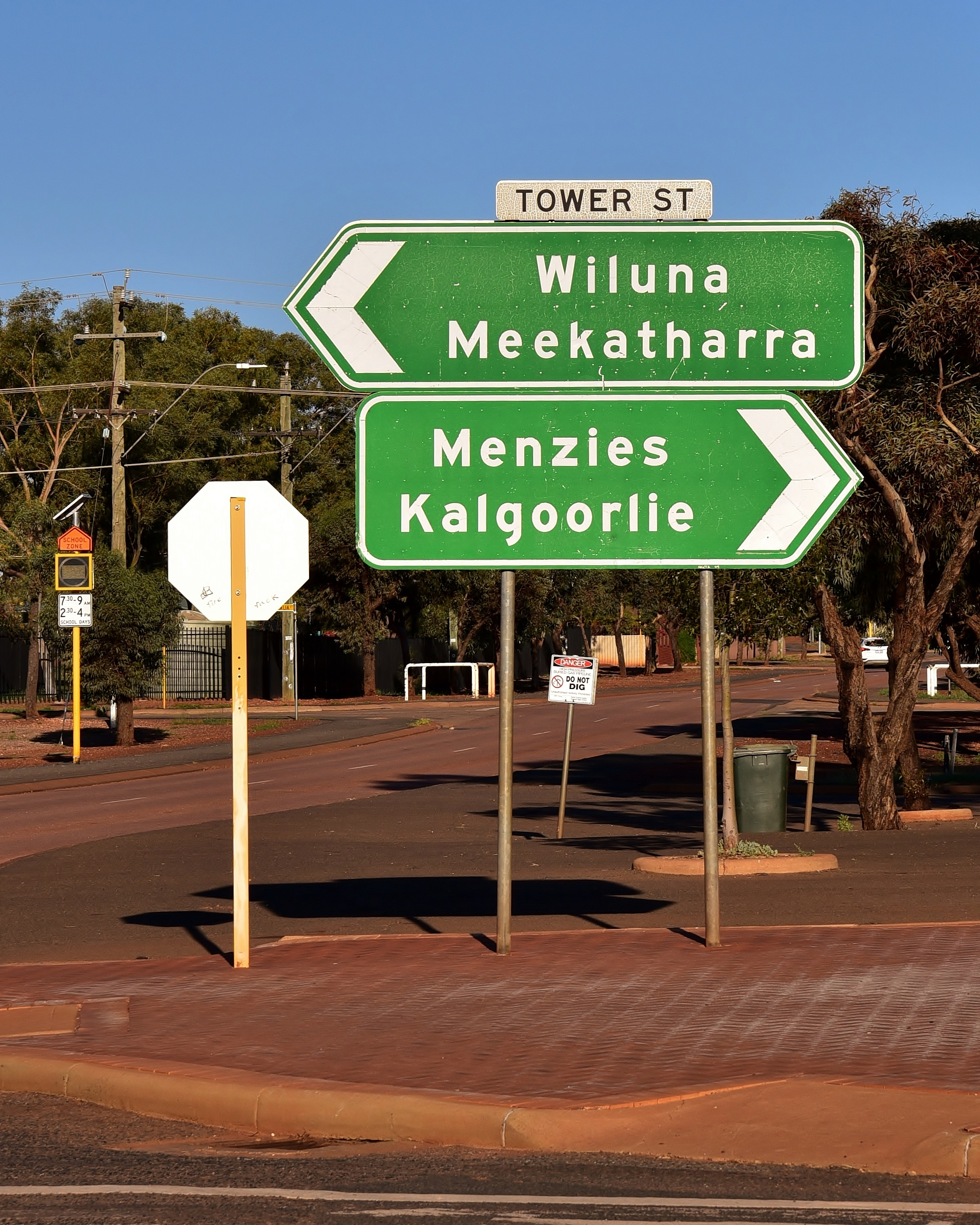
Verkeersbord in Leonora

- Wiluna
- Leonora
- Menzies
- Kalgoorlie
- Kambalda